# Брназе
Брназе су насељено место у саставу града Сиња, Сплитско-далматинска жупанија, Република Хрватска.

## Историја
До територијалне реорганизације у Хрватској налазиле су се у саставу старе општине Сињ.

## Становништво
На попису становништва 2011. године, Брназе су имале 3.184 становника.
| Број становника по пописима | Број становника по пописима | Број становника по пописима | Број становника по пописима | Број становника по пописима | Број становника по пописима | Број становника по пописима | Број становника по пописима | Број становника по пописима | Број становника по пописима | Број становника по пописима | Број становника по пописима | Број становника по пописима | Број становника по пописима | Број становника по пописима | Број становника по пописима |
| --------------------------- | --------------------------- | --------------------------- | --------------------------- | --------------------------- | --------------------------- | --------------------------- | --------------------------- | --------------------------- | --------------------------- | --------------------------- | --------------------------- | --------------------------- | --------------------------- | --------------------------- | --------------------------- |
| 1857                        | 1869                        | 1880                        | 1890                        | 1900                        | 1910                        | 1921                        | 1931                        | 1948                        | 1953                        | 1961                        | 1971                        | 1981                        | 1991                        | 2001                        | 2011                        |
| 718                         | 905                         | 787                         | 950                         | 1.126                       | 1.199                       | 1.495                       | 1.722                       | 1.712                       | 1.846                       | 2.108                       | 2.536                       | 3.126                       | 3.097                       | 3.223                       | 3.184                       |

Напомена: До 1890. исказивано је под именом Брнаце. Насеље је 1991. смањено за део насеља који је припојен насељу Сињ. У 1869, 1921. и 1931. садржи део података за насеље Сињ.

### Попис 1991.
На попису становништва 1991. године, насељено место Брназе је имало 3.097 становника, следећег националног састава:
| Попис 1991.‍   | Попис 1991.‍  | Попис 1991.‍ | Попис 1991.‍ | Попис 1991.‍ |
| ------------- | ------------ | ----------- | ----------- | ----------- |
|               |              |             |             |             |
| Хрвати        | Хрвати       |             | 3.063       | 98,90%      |
| Срби          | Срби         |             | 6           | 0,19%       |
| Муслимани     | Муслимани    |             | 2           | 0,06%       |
| Македонци     | Македонци    |             | 1           | 0,03%       |
| Немци         | Немци        |             | 1           | 0,03%       |
| Словенци      | Словенци     |             | 1           | 0,03%       |
| неопредељени  | неопредељени |             | 8           | 0,25%       |
| непознато     | непознато    |             | 15          | 0,48%       |
| укупно: 3.097 |              |             |             |             |